# Slatina (Vučitrn)
Pour les articles homonymes, voir Slatina.
Sllatinë en albanais et Slatina en serbe latin (en serbe cyrillique : Слатина) est une localité du Kosovo située dans la commune/municipalité de Vushtrri/Vučitrn et dans le district de Mitrovicë/Kosovska Mitrovica. Selon le recensement kosovar de 2011, elle compte 491 habitants, dont 490 Albanais.

## Démographie

### Évolution historique de la population dans la localité
| 1948 | 1953 | 1961 | 1971 | 1981 | 1991 | 2011 |
| ---- | ---- | ---- | ---- | ---- | ---- | ---- |
| 142  | 250  | 284  | 341  | 409  | 411  | 491  |

|  |